# Sólyom-Nagy Sándor
Sólyom-Nagy Sándor, 1972-ig Nagy Sándor (Siklós, 1941. december 21. –‎ Budapest, 2020. december 30.) Kossuth- és Liszt Ferenc-díjas magyar operaénekes (bariton),  a Halhatatlanok Társulatának örökös tagja.

## Életpályája
A Zeneművészeti Főiskola ének-opera szakán végzett 1966-ban Maleczky Oszkár és Kutrucz Éva tanítványaként. 1964. december 11-én, még akadémistaként a Rigoletto Ceprano grófjaként debütált. A végzés után a Magyar Állami Operaház ösztöndíjasa lett. Első főszerepe a Tosca Scarpiája volt 1966 végén. 1968-tól volt a társulat magánénekese. 1986-tól a Liszt Ferenc Zeneművészeti Főiskola tanára. 1981–2001 között rendszeresen részt vett a Bayreuthi Ünnepi Játékokon. 1991 óta a művészeti tanács elnöke és az Opera főigazgatójanak állandó helyettese. 1994 óta a Magyar Zeneművészek és Táncművészek Szakszervezetének elnöke. 2007 óta az Operaház örökös tagja.

## Családja
Eredeti neve Nagy Sándor. Ez a név a színházi világban már többszörösen foglalt volt. A hagyományoknak megfelelően, 1972-ben felvette a családban már előforduló Sólyom nevet.
Fia, Sólyom-Nagy Máté szintén művészi pályára lépett.

## Szerepei
- Balassa Sándor: Az ajtón kívül – Ezredes
- Berté Henrik: Három a kislány – Schwind
- Georges Bizet: Carmen – Escamillo
- Benjamin Britten: Szentivánéji álom – Zuboly
- Benjamin Britten: Koldusopera – Koldus/Lockit
- Domenico Cimarosa: A karmester....a karmester
- Gaetano Donizetti: Lammermoori Lucia – Lord Henry Ashton
- Gaetano Donizetti: Szerelmi bájital – Dulcamara; Belcore
- Gaetano Donizetti: Don Pasquale – címszerep
- Erkel Ferenc: Hunyadi László – Gara; Czillei Ulrik
- Erkel Ferenc: Bánk bán – Petúr bán
- George Gershwin: Porgy és Bess – Porgy; Jake
- Charles Gounod: Faust – Mefisztó
- Georg Friedrich Händel: Rodelinda – Garibald
- Leoš Janáček: A ravasz rókácska – Erdész
- Kacsóh Pongrác: János vitéz – Bagó
- Kodály Zoltán: Háry János... – Öreg Marci; Bíró uram
- Kodály Zoltán: Székely fonó – A kérő
- Ruggero Leoncavallo: Bajazzók – Tonio
- Pietro Mascagni: Parasztbecsület – Alfio
- Mihály András: Együtt és egyedül – Vándor a mából
- Claudio Monteverdi: Poppea megkoronázása – Otho
- Wolfgang Amadeus Mozart: Figaro lakodalma – Almaviva gróf
- Wolfgang Amadeus Mozart: Così fan tutte – Guglielmo
- Wolfgang Amadeus Mozart: A varázsfuvola – Öreg pap [Sprecher]
- Modeszt Petrovics Muszorgszkij: Borisz Godunov – Varlaam
- Jacques Offenbach: Hoffmann meséi – Lindorf tanácsos; Coppelius; Miracle doktor; Dapertutto
- Petrovics Emil: Bűn és bűnhődés – Marmeladov
- Niccolò Piccinni: Az igazi örökös....Licone
- Giacomo Puccini: Manon Lescaut – Geronte de Ravoir
- Giacomo Puccini: Tosca – Scarpia
- Giacomo Puccini: Bohémélet – Marcel
- Giacomo Puccini: Pillangókisasszony – Sharpless
- Giacomo Puccini: A köpeny – Marcel
- Giacomo Puccini: Gianni Schicchi – címszerep
- Ránki György: Az ember tragédiája – Rabszolga; 2. demagóg; Patriárka; Nyegle
- Gioachino Rossini: A török Itáliában – Szelim
- Gioachino Rossini: Mózes Egyiptomban – Fáraó
- Richard Strauss: Salome – Jochanaán
- Richard Strauss: Elektra – Orestes
- Szokolay Sándor: Ecce homo – Panajotarosz
- Giuseppe Verdi: Nabucco – címszerep
- Giuseppe Verdi: Rigoletto – címszerep; Ceprano gróf; Monterone gróf; Porkoláb
- Giuseppe Verdi: La Traviata – Douphol báró
- Giuseppe Verdi: Macbeth – Macbeth szolgája
- Giuseppe Verdi: Aida – Amonasro
- Giuseppe Verdi: Don Carlos – Főinkvizítor
- Giuseppe Verdi: Otello – Jago
- Giuseppe Verdi: Falstaff – Falstaff
- Richard Wagner: Tannhäuser... – Wolfram von Eschenbach; Reinmar
- Richard Wagner: A Rajna kincse – Wotan
- Richard Wagner: Az istenek alkonya – Gunther
- Richard Wagner: A nürnbergi mesterdalnokok – Hans Sachs; Hermann Ortel
- Richard Wagner: Parsifal – Amfortas

## Kötetei
- Gyökerek, ágak, levelek. Sólyom-Nagy Sándor vallomása pályájáról, életéről; Holnap, Budapest, 1998
- Visszanézve; szerk. Karczag Márton; Magyar Állami Operaház, Budapest, 2021 (Az Operaház örökös tagjai)

## Díjai
- Erkel-emlékverseny díja (1965, 1970)
- Liszt Ferenc-díj (1972)
- Székely Mihály-emlékplakett (1974)
- Érdemes művész (1977)
- SZOT-díj (1986)
- Kiváló művész (1988)
- Erzsébet-díj (1990)
- Újbuda díszpolgára (1997)[8]
- Kossuth-díj (1998)
- Örökös tag a Halhatatlanok Társulatában (2005)
- A Magyar Állami Operaház Mesterművésze (2007)